# Stiftskirche Schönenwerd

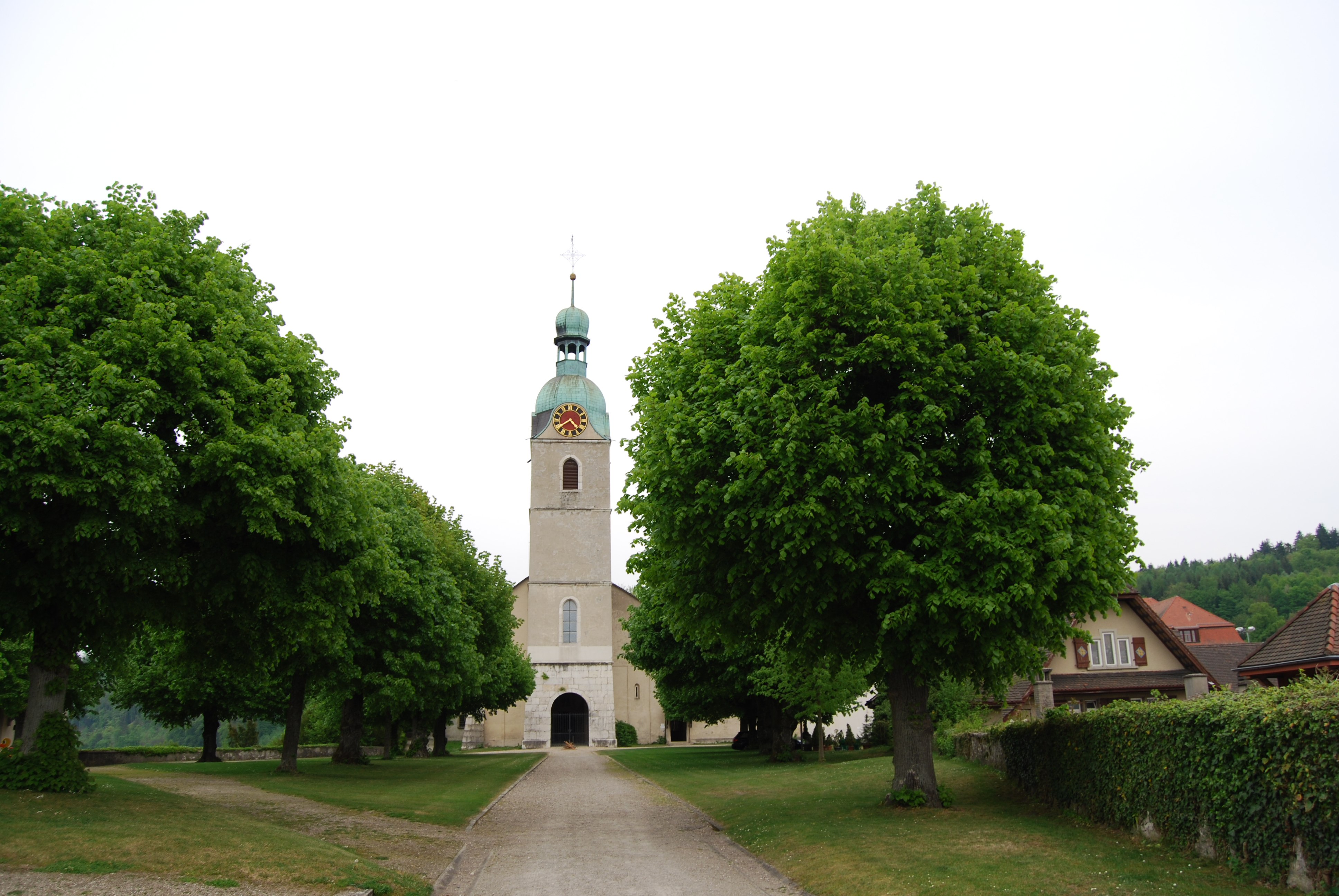
Stiftskirche Schönenwerd, vom Bühl aus gesehen

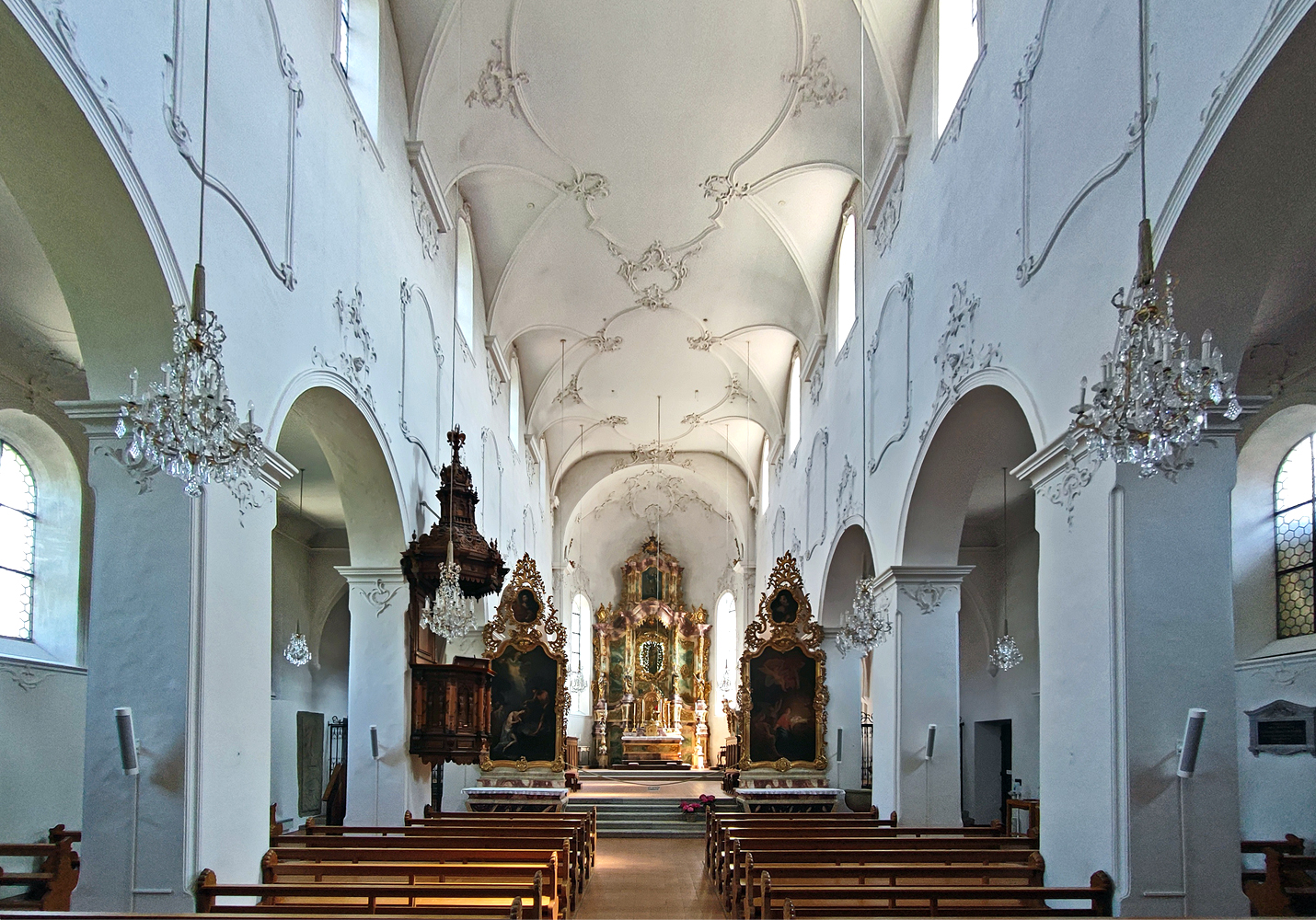
Inneres der Stiftskirche

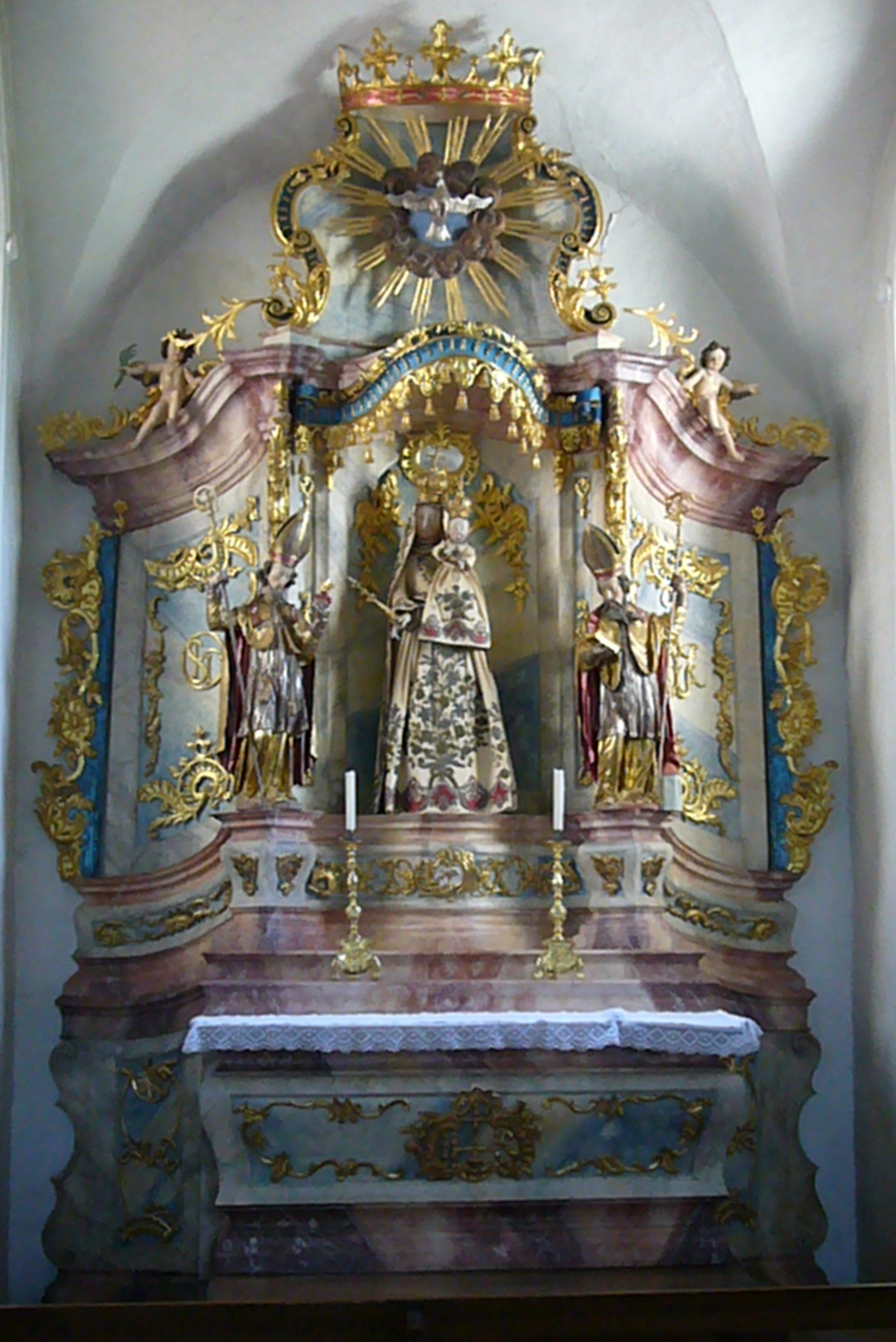
Altar mit Marienstatue in der Marienkapelle

Stift 1758

Die Stiftskirche Schönenwerd ist ein mittelalterlicher Kirchenbau in Schönenwerd im Kanton Solothurn (Schweiz), der zum Kloster des ehemaligen Stiftes Sankt Leodegar gehörte. Es handelt sich um eine dreischiffige romanische Pfeilerbasilika ohne Querhaus, deren Ausstattung im 17./18. Jahrhundert barockisiert wurde.

## Geschichte
Die Schönenwerder Stiftskirche liegt im Niederamt östlich von Olten und ist das älteste bedeutende und mehr oder weniger unverändert erhaltene mittelalterliche Bauwerk des Kantons Solothurn (der im Übrigen mit Ausnahme einiger Burgen wie Alt-Falkenstein und des krummen Turms in der Hauptstadt fast nur fragmentarisch mittelalterliche Bauwerke aufweist). Sie wurde zum grösseren Teil zwischen 1025 und 1050 erbaut, also in der historischen Epoche des Hochmittelalters. Das Chorherren-Stift St. Leodegar seinerseits wurde bereits im 8. Jahrhundert gegründet und als Folge des Kulturkampfes 1874 aufgelöst.
Die ältesten Teile der Stiftskirche stammen noch vom ursprünglichen Bau aus dem 11. Jahrhundert. Im Jahr 1388 ist die Kirche ausgebrannt, nach dem Wiederaufbau wurde sie 1491 neu geweiht. An die Südwand der Kirche ist seit 1610 ein Kreuzgang angebaut, für den zum Teil Grabplatten als Baumaterial wiederverwendet worden sind. Aufgrund des steil abfallenden Bühlfelsens ist der Kreuzgang nicht quadratisch, sondern rechteckig. Die ursprünglichen beiden spätgotischen Türme mussten im 17. Jahrhundert abgetragen werden, stattdessen wurde 1676–1679 der heute bestehende Frontturm gebaut.
Heute besitzt er im Innern sechs Glocken der H. Rüetschi aus Aarau. Die grosse Glocke erklingt in C1.  Stiftspropst Leonz Gugger stiftete 1759 den Hochaltar mit der Muttergottes im Strahlenkranz und begann mit dem Aufbau der Kirche im Rokoko-Stil. Auch der Marienaltar auf der Empore und zwei weitere Altäre stammen aus dieser Zeit.
Seit 1876 hielt die christkatholische Gemeinde von Schönenwerd mit Genehmigung der solothurnischen Regierung ihre Gottesdienste in der Stiftskirche ab. Heute gehört sie der christkatholischen Kirchgemeinde. Die evangelisch-reformierte Kirchgemeinde hatte über hundert Jahre lang ein Mitbenutzungsrecht und führte bis 2019 in der Stiftskirche regelmässig ihre Gottesdienste durch.

## Orgel
Die Orgel wurde 1980 von Orgelbau Kuhn errichtet. Das Schleifladen-Instrument hat 25 Register auf zwei Manualen und Pedal. Die Spiel- und Registertrakturen sind mechanisch.
| I Hauptwerk C–g3 |                 |       |
| 1.               | Bourdon         | 16′   |
| 2.               | Prinzipal       | 8′    |
| 3.               | Suavial         | 8′    |
| 4.               | Koppelflöte     | 8′    |
| 5.               | Viola di Gamba  | 8′    |
| 6.               | Octave          | 4′    |
| 7.               | Flöte           | 4′    |
| 8.               | Sesquialtera II | 2 ⁄3′ |
| 9.               | Superoctave     | 2′    |
| 10.              | Mixtur IV       | 1 ⁄3′ |
| 11.              | Trompete        | 8′    |

| II Brustwerk C–g3 |           |        |
| 12.               | Gedackt   | 8′     |
| 13.               | Principal | 4′     |
| 14.               | Rohrflöte | 4′     |
| 15.               | Nazard    | 2 ⁄3′  |
| 16.               | Flageolet | 2′     |
| 17.               | Terz      | 1 3⁄5′ |
| 18.               | Cymbel IV | 1′     |
| 19.               | Regal     | 8′     |
|                   | Tremulant |        |

| Pedal C–f1 |               |       |
| 20.        | Subbass       | 16′   |
| 21.        | Principalbass | 8′    |
| 22.        | Spitzflöte    | 8′    |
| 23.        | Octave        | 4′    |
| 24.        | Mixtur IV     | 2 ⁄3′ |
| 25.        | Trompete      | 8′    |

- Koppeln:

## Glocken
Das sechsstimmige Glockengeläut im Kirchturm wurde von der Giesserei H. Rüetschi in Aarau gegossen. Die beiden kleineren Glocken entstanden im Jahr 1856, die anderen 1904. Die Glocken klingen mit folgenden Schlagtönen: c′ – e′ – g′ – a′ – c″ – f″.